# Dorothy Nneka Ede
Dorothy Nneka Ede (* 16. května 1982 Nigérie) je britsko-nigerijská podnikatelka, od července 2020 majitelka portugalského klubu Lusitano G.C.. V červnu roku 2025 byla zprostředkovatelem prodejem SK Dynama České Budějovice. Jiné zdroje ji uváděli jako skutečnou majitelku.
Dne 1. srpna 2025 během schůze s krajem uvedla, že je jedinou majitelkou klubu.

## Život a kariéra
Narodila se 16. května 1982 v Nigérii a žije v Anglii. Podniká především v oblasti péče o děti a zdravotnických služeb. Vlastní nebo vede několik firem, mimo jiné síť školek a poradenskou společnost.
V červenci 2020 se stala majitelkou portugalského klubu Lusitano G.C., čímž se stala první Nigerijkou, která vlastní evropský fotbalový klub.
V červnu 2025 byla zmiňována jako zájemce o český fotbalový klub SK Dynamo České Budějovice. Dne 19. června 2025 podepsal současný majitel klubu Vladimír Koubek smlouvu s investory zastoupenými nigerijskou podnikatelkou Dorothy Nnekou Ede. Klub následně oznámil dokončení převodu akcií a potvrdil jako nové majitel mezinárodní investiční skupinu, kterou Dorothy  Nneka Ede pouze zastupovala. Jiné zdroje tvrdily, že skutečnou majitelkou je Dorothy  Nneka Ede.
Dne 1. srpna 2025 během schůzky s vedením kraje, které byl součástí například náměstek primátorky Petr Maroš, sportovní ředitel Dynama Michaël Michée, nebo ředitel akademie Dynama Petr Benát uvedla, že je jediná majitelka klubu a sdělila zástupcům města i kraje, že bývalý majitel klubu Vladimír Koubek již s klubem nemá nic společného.